# IMS-NUChT Kijów
IMS-NUChT Kijów (ukr. Жіночий футзальний клуб «IMS-НУХТ» Київ, Żinoczyj Futzalnyj Kłub "IMS-NUChT" Kyjiw) – ukraiński klub futsalu kobiet, mający siedzibę w mieście Kijów. Od sezonu 2007/08 występuje w futsalowej Wyższej Lidze Ukrainy.

## Historia
Chronologia nazw:
- 2007: IMS Czerkasy (ukr. «IMS» Черкаси)
- 2013: IMS-Unisport Kijów (ukr. «IMS-Уніспорт» Київ) – po fuzji z Unisportem Kijów
- 2014: IMS-NUChT Kijów (ukr. «IMS-НУХТ» Київ) – po fuzji z NUChT Kijów
- 2021: klub rozwiązano

Żeński klub futsalowy IMS Czerkasy został założony w Czerkasach w 2007 roku z inicjatywy Andrija Biłousa, dyrektora firmy Inter Media Service Ukraine". W sezonie 2007/08 startował w profesjonalnych rozgrywkach Wyższej Ligi. Latem 2013 klub przeniósł się do Kijowa i po fuzji z Unisportem Kijów przyjął nazwę IMS-Unisport Kijów. W sezonie 2013/14 zdobył wicemistrzostwo. W następnym sezonie 2014/15 po nawiązaniu współpracy z Narodowym Uniwersytetem Technologii Żywności (NUChT) zmienił nazwę na IMS-NUChT Kijów, ponownie zajmując w tabeli drugą pozycję. W sezonie 2015/16 zwyciężył w lidze, a potem w kolejnych trzech sezonach zdobywał mistrzostwo.

## Barwy klubowe, strój
| Czerwony | Biały | Granatowy |

Zawodnicy klubu zazwyczaj grają swoje mecze domowe w białych lub niebieskich strojach.

## Sukcesy

### Trofea międzynarodowe
stan na 31-05-2019.
- European Women`s Futsal Tournament (Liga Mistrzyń):
  -  ?.miejsce: 2017
  -  ?.miejsce: 2018
  - 5.miejsce: 2019

### Trofea krajowe
| \| \| Zdobyte trofea w rozgrywkach Ukrainy (stan na: 31-05-2019) \| |                                                            |      |                                    |
| Rozgrywki                                                           | Osiągnięcie                                                | Razy | Sezon(y)                           |
| · Mistrzostwo                                                       | I miejsce                                                  | 4    | 2015/16, 2016/17, 2017/18, 2018/19 |
| · Mistrzostwo                                                       | II miejsce                                                 | 2    | 2013/14, 2014/15                   |
| · Mistrzostwo                                                       | III miejsce                                                | 0    |                                    |
| Puchar                                                              | zdobywca                                                   | 4    | 2015/16, 2016/17, 2017/18, 2018/19 |
| Puchar                                                              | finalista                                                  | 1    | 2007/08                            |
| · Superpuchar                                                       | zdobywca                                                   | 4    | 2016, 2017, 2018, 2019             |
| · Superpuchar                                                       | finalista                                                  |      |                                    |
| II liga                                                             | I miejsce                                                  | 0    |                                    |
| II liga                                                             | II miejsce                                                 | 0    |                                    |
| II liga                                                             | III miejsce                                                | 0    |                                    |
| Ukraina                                                             | Zdobyte trofea w rozgrywkach Ukrainy (stan na: 31-05-2019) |      |                                    |

## Piłkarze i trenerzy klubu

### Trenerzy
Taras Szpyczka (2014–)

## Struktura klubu

### Hala
Klub rozgrywa swoje mecze domowe w Hali Kompleksu Sportowego NUChT w Kijowie. Pojemność: 1000 miejsc siedzących. Również gra w Hali Kompleksu Sportowego BWUFK w Browarach.

### Sponsorzy
- "Inter Media Service Ukraine"